# Akademiker (finnische Auszeichnung)
Akademiker, offiziell finnisch Akateemikko, schwedisch Akademiker ist ein Ehrentitel, der vom finnischen Staatspräsidenten an Persönlichkeiten aus Wissenschaft und Kultur für herausragende Leistungen seit 1948 vergeben wird.

## Geschichte
Die Anzahl ist auf sechzehn finnische Wissenschaftler beschränkt (Stand 2023). Die ersten ernannten Akademiker setzten sich aus Naturwissenschaftlern und Kulturschaffenden zusammen. Es war ihre ursprüngliche Aufgabe, innerhalb der 1947 in Helsinki gegründeten Akademie von Finnland als nationaler Wissenschafts- und Kulturbeirat zu fungieren, insbesondere da die Wissenschaftsförderung Aufgabe der dem Erziehungsministerium unterstehenden Akademie war.
Ab 1970, der Neugründung der Finnischen Akademie unter gleichem Namen, wurde der Titel Akademiker als Ehrentitel aufgeteilt in Tieteen akateemikko/Akademiker, dem Akademiker der Wissenschaft, und in Taiteen akateemikko/Konstens akademiker, dem Akademiker der Kunst, mit dem herausragende Leistungen gewürdigt werden.
Der Titel Akademiker ist nicht zu verwechseln mit Akademieprofessor (akatemiaprofessori/akademiprofessor), einer durch die Finnische Akademie im Rahmen der Exzellenzinitiative zeitlich geförderten Professur. Auch die Rolle der ordentlichen Akademiemitglieder, d. h. Mitglieder in einer der beiden wissenschaftlichen Gesellschaften des Landes, wird anders bezeichnet.

## Gemeinsamer Titel Akademiker
Im Zeitraum von 1948 bis 1969 wurden insgesamt 23 Vertreter aus der Wissenschaft und Kultur mit dem Titel des Akademikers geehrt:
| Akateemikko               | Geboren | Würdigung als        | Verliehen | Gestorben |
| ------------------------- | ------- | -------------------- | --------- | --------- |
| Wäinö Aaltonen            | 1894    | Bildhauer            | 1948      | 1966      |
| Yrjö Ilvessalo            | 1892    | Forstwirtschaftler   | 1948      | 1983      |
| Eino Kaila                | 1890    | Philosoph            | 1948      | 1958      |
| Yrjö Kilpinen             | 1892    | Komponist            | 1948      | 1959      |
| Veikko Antero Koskenniemi | 1885    | Schriftsteller       | 1948      | 1962      |
| Rolf Nevanlinna           | 1895    | Mathematiker         | 1948      | 1980      |
| Onni Okkonen              | 1886    | Kunsthistoriker      | 1948      | 1962      |
| Erik Palmén               | 1898    | Wetterkundler        | 1948      | 1985      |
| Yrjö Toivonen             | 1890    | Sprachforscher       | 1948      | 1956      |
| Artturi Ilmari Virtanen   | 1895    | Biochemiker          | 1948      | 1973      |
| Yrjö Väisälä              | 1891    | Geodät, Astronom     | 1951      | 1971      |
| Alvar Aalto               | 1898    | Architekt            | 1955      | 1976      |
| Toivo Pekkanen            | 1902    | Schriftsteller       | 1955      | 1957      |
| Martti Haavio             | 1899    | Folklorist           | 1956      | 1973      |
| Paavo Ravila              | 1902    | Sprachforscher       | 1956      | 1974      |
| Mika Waltari              | 1908    | Schriftsteller       | 1957      | 1979      |
| Uuno Klami                | 1900    | Komponist            | 1959      | 1961      |
| Kustaa Vilkuna            | 1902    | Ethnograf            | 1959      | 1980      |
| Georg Henrik von Wright   | 1916    | Philosoph            | 1961      | 2003      |
| Joonas Kokkonen           | 1921    | Komponist            | 1963      | 1996      |
| Erkki Laurila             | 1913    | Technischer Physiker | 1963      | 1999      |
| Erkki Itkonen             | 1913    | Sprachforscher       | 1964      | 1992      |
| Sam Vanni                 | 1908    | Künstler             | 1965      | 1992      |

## Ehrentitel: Akademiker

### Finnische Akademiker der Wissenschaft
Seit 1970 wurden folgende finnische Wissenschaftler mit dem Titel Tieteen akateemikko ausgezeichnet:
| Akateemikko            | Geboren | Würdigung als                      | Verliehen | Gestorben |
| ---------------------- | ------- | ---------------------------------- | --------- | --------- |
| Eino Jutikkala         | 1907    | Historiker                         | 1972      | 2006      |
| Martti Rapola          | 1891    | Sprachwissenschaftler, Finnougrist | 1972      | 1972      |
| Thure Georg Sahama     | 1910    | Geologe                            | 1972      | 1983      |
| Ilmo Hela              | 1915    | Ozeanograf                         | 1975      | 1976      |
| Ilmari Hustich         | 1911    | Wirtschaftsgeograf                 | 1975      | 1982      |
| Olli Lehto             | 1925    | Mathematiker                       | 1975      | 2020      |
| Tauno Nurmela          | 1907    | Romanist                           | 1975      | 1985      |
| Lauri Posti            | 1908    | Sprachwissenschaftler, Finnougrist | 1975      | 1988      |
| Valentin Kiparsky      | 1904    | Sprachwissenschaftler, Slawist     | 1977      | 1983      |
| Olavi Granö            | 1925    | Geograph                           | 1980      | 2013      |
| Oiva Ketonen           | 1913    | Philosoph                          | 1980      | 2000      |
| Väinö Linna            | 1920    | Schriftsteller                     | 1980      | 1992      |
| Heikki Waris           | 1901    | Sozialhistoriker, Sozialpolitiker  | 1980      | 1989      |
| Nils Westermarck       | 1910    | Agrarwissenschaftler               | 1980      | 2002      |
| Matti Kuusi            | 1914    | Folklorist                         | 1985      | 1998      |
| Pekka Jauho            | 1923    | Physiker                           | 1987      | 2015      |
| Nils Erik Enkvist      | 1925    | Sprachwissenschaftler              | 1990      | 2009      |
| Esko Suomalainen       | 1910    | Genetiker                          | 1990      | 1995      |
| Pertti Virtaranta      | 1918    | Fennist                            | 1990      | 1997      |
| Erik Allardt           | 1925    | Soziologe                          | 1995      | 2020      |
| Jorma K. Miettinen     | 1921    | Chemiker                           | 1995      | 2017      |
| Albert de la Chapelle  | 1933    | Mediziner                          | 1997      | 2020      |
| Olli Lounasmaa         | 1930    | Physiker                           | 1997      | 2002      |
| Teuvo Kohonen          | 1934    | Informatiker                       | 2000      | 2021      |
| Arto Salomaa           | 1934    | Mathematiker                       | 2001      | 2025      |
| Pirjo Mäkelä           | 1930    | Medizinerin, Bakteriologin         | 2003      | 2011      |
| Päiviö Tommila         | 1931    | Historiker                         | 2004      | 2022      |
| Anna-Leena Siikala     | 1943    | Folkloristin                       | 2009      | 2016      |
| Leena Peltonen-Palotie | 1952    | Genetikerin                        | 2009      | 2010      |
| Riitta Hari            | 1948    | Neurowissenschaftlerin             | 2010      | –         |
| Risto M. Nieminen      | 1948    | Physiker                           | 2014      | –         |
| Irma Thesleff          | 1948    | Entwicklungsbiologin               | 2014      | –         |
| Sirpa Jalkanen         | 1954    | Biologin                           | 2015      | –         |
| Eva-Mari Aro           | 1952    | Biologin                           | 2017      | –         |
| Markku Kulmala         | 1958    | Physiker                           | 2017      | –         |
| Ilkka Niiniluoto       | 1946    | Philosoph                          | 2017      | –         |
| Kari Alitalo           | 1952    | Mediziner                          | 2020      | –         |
| Kaisa Häkkinen         | 1950    | Linguistin                         | 2020      | –         |
| Heli Jantunen          | 1958    | Materialwissenschaftlerin          | 2023      | –         |
| Martti Koskenniemi     | 1953    | Jurist                             | 2023      | –         |
| Merja Penttilä         | 1956    | Biotechnologin                     | 2023      | –         |

Einziger Nichtwissenschaftler war der Schriftsteller Väinö Linna. Die Medizinerin Pirjo Mäkelä war im Jahr 2003 die erste Wissenschaftlerin.

### Ausländische Akademiker der Wissenschaft
Die Anzahl für Wissenschaftler mit ausländischer Staatsangehörigkeit ist nicht beschränkt. Folgende ausländische Wissenschaftler haben bisher die Ehrung des Tieteen akateemikko
erhalten:
| Akateemikko                       | Geburtsjahr | Land                   | Verliehen | Gestorben |
| --------------------------------- | ----------- | ---------------------- | --------- | --------- |
| Mstislaw Wsewolodowitsch Keldysch | 1911        | Russland               | 1974      | 1978      |
| Johannes Andenæs                  | 1912        | Norwegen               | 1975      | 2003      |
| Paul Ariste                       | 1905        | Estland                | 1980      | 1990      |
| Péter Hajdú                       | 1923        | Ungarn                 | 1980      | 2002      |
| Torsten Hägerstrand               | 1916        | Schweden               | 1980      | 2004      |
| Ancel Keys                        | 1904        | Vereinigte Staaten     | 1980      | 2004      |
| Wlodzimierz Kurylowicz            | 1910        | Polen                  | 1980      | 1990      |
| John C. Wheatley                  | 1927        | Vereinigte Staaten     | 1980      | 1986      |
| G. K. Skrjabin                    | 1917        | Russland               | 1981      | 1989      |
| Anatoli Petrowitsch Alexandrow    | 1903        | Russland               | 1985      | 1994      |
| Ragnar Granit                     | 1900        | Schweden               | 1985      | 1991      |
| Guri Iwanowitsch Martschuk        | 1925        | Russland               | 1985      | 2013      |
| János Szentágothai                | 1912        | Ungarn                 | 1985      | 1994      |
| Arnold Burgen                     | 1922        | Vereinigtes Königreich | 1990      | 2022      |
| Hans Fromm                        | 1919        | Deutschland            | 1990      | 2008      |
| Leon Max Lederman                 | 1922        | Vereinigte Staaten     | 1990      | 2018      |
| Birgitta Odén                     | 1921        | Schweden               | 1990      | 2016      |
| Darwin J. Prockop                 | 1929        | Vereinigte Staaten     | 1990      | –         |
| Stig Strömholm                    | 1931        | Schweden               | 1990      | –         |
| Ludwig Dmitrijewitsch Faddejew    | 1934        | Russland               | 1991      | 2017      |
| Alfred W. Crosby                  | 1931        | Vereinigte Staaten     | 1995      | 2018      |
| Bengt Hultqvist                   | 1927        | Schweden               | 1995      | 2019      |
| Lennart Philipson                 | 1929        | Vereinigte Staaten     | 1996      | 2011      |
| William D. Hamilton               | 1936        | Vereinigtes Königreich | 1996      | 2000      |
| Sanjit K. Mitra                   | 1935        | Vereinigte Staaten     | 2000      | –         |
| Martha Nussbaum                   | 1947        | Vereinigte Staaten     | 2000      | –         |
| Richard Peto                      | 1943        | Vereinigtes Königreich | 2000      | –         |
| Richard Villems                   | 1944        | Estland                | 2000      | –         |
| Jared Diamond                     | 1937        | Vereinigte Staaten     | 2004      | –         |
| Erkki Ruoslahti                   | 1940        | Finnland/USA           | 2009      | –         |

### Akademiker der Kunst
Der Taiteen akateemikko (Akademiker der Kunst) wird jeweils dem finnischen Präsidenten vom Taiteen keskustoimikunta, dem nationalen Kunstbeirat (Arts Council of Finland) vorgeschlagen.
Folgende Kunstschaffende haben bisher diese Ehrung erhalten:
| Akateemikko            | Geboren | Würdigung als       | Jahr | Gestorben |
| ---------------------- | ------- | ------------------- | ---- | --------- |
| Rabbe Enckell          | 1903    | Schriftsteller      | 1972 | 1974      |
| Joel Rinne             | 1897    | Schauspieler        | 1972 | 1981      |
| Tapio Wirkkala         | 1915    | Designer            | 1972 | 1985      |
| Erik Bergman           | 1911    | Komponist           | 1982 | 2006      |
| Bertel Gardberg        | 1916    | Designer            | 1982 | 2007      |
| Oskari Jauhiainen      | 1913    | Bildhauer           | 1982 | 1990      |
| Reima Pietilä          | 1923    | Architekt           | 1982 | 1993      |
| Matti A. Pitkänen      | 1930    | Fotograf            | 1982 | 1997      |
| Aale Tynni             | 1913    | Dichterin           | 1982 | 1997      |
| Eeva-Kaarina Volanen   | 1921    | Schauspielerin      | 1982 | 1999      |
| Rauni Mollberg         | 1929    | Filmregisseur       | 1989 | 2007      |
| Ernst Mether-Borgström | 1917    | Maler               | 1991 | 1996      |
| Paavo Haavikko         | 1931    | Schriftsteller      | 1991 | 2008      |
| Kain Tapper            | 1930    | Bildhauer           | 1995 | 2004      |
| Juha Ilmari Leiviskä   | 1936    | Architekt           | 1996 | 2023      |
| Veijo Meri             | 1928    | Schriftsteller      | 1998 | 2015      |
| Vivica Bandler         | 1917    | Theaterregisseurin  | 1999 | 2004      |
| Outi Heiskanen         | 1937    | Grafikerin          | 2004 | 2022      |
| Ralf Långbacka         | 1932    | Theaterregisseur    | 2004 | 2022      |
| Jorma Panula           | 1930    | Dirigent            | 2006 | –         |
| Vuokko Nurmesniemi     | 1930    | Textilkünstlerin    | 2007 | –         |
| Aki Kaurismäki         | 1957    | Filmregisseur       | 2008 | –         |
| Eija-Liisa Ahtila      | 1959    | Künstlerin          | 2009 | –         |
| Caj Bremer             | 1929    | Fotograf            | 2009 | –         |
| Kirsi Kunnas           | 1924    | Schriftstellerin    | 2009 | 2021      |
| Marjo Kuusela          | 1946    | Tänzerin            | 2009 | –         |
| Hannu Mäkelä           | 1943    | Schriftsteller      | 2016 | –         |
| Pirjo Honkasalo        | 1947    | Filmschaffende      | 2020 | –         |
| Sirkku Peltola         | 1960    | Regisseurin         | 2023 | –         |
| Kaija Saariaho         | 1952    | Komponistin         | 2023 | 2023      |
| Roi Vaara              | 1953    | Performancekünstler | 2023 | –         |